# PU-lijm
PU-lijm of polyurethaanlijm is een lijm gebaseerd op de reactie van isocyanaat met alcohol. Het product van deze reactie is een (poly)urethaan. De lijmverbinding komt tot stand doordat water uit de lucht reageert (polymeriseren) met de urethaan-verbindingen.
Wordt het lijmvlak van de lucht afgesloten (te dikke lijm of geen luchtdoorlatende materialen) dan hardt de lijm niet uit. Het water (vocht in de lucht) kan dan niet meer bij de lijm komen. Om dit probleem op te lossen wordt soms een uithardingsversneller (booster) toegevoegd of een 2K (twee componenten) PU-lijm toegepast.
Toepassingsgebieden zijn:
- Constructielijmen (flexibel en waterbestendig)
- Autoruit verlijming